# Small Faces
Small Faces foi uma banda de rock inglesa de Londres , fundada em 1965. O grupo originalmente consistia em Steve Marriott , Ronnie Lane , Kenney Jones e Jimmy Winston , com Ian McLagan substituindo Winston como tecladista da banda em 1966.  A banda era uma delas. dos grupos mod mais aclamados e influentes da década de 1960,  gravando canções de sucesso como " Itchycoo Park ", " Lazy Sunday ", " All or Nothing " e " Tin Soldier", bem como seu álbum conceitual Ogdens 'Nut Gone Flake . Eles evoluíram para uma das bandas psicodélicas de maior sucesso do Reino Unido até 1969. 
Quando Marriott saiu para formar o Humble Pie , os três membros restantes colaboraram com Ronnie Wood , o irmão mais velho de Ronnie, Art Wood , Rod Stewart e Kim Gardner , continuando brevemente sob o nome de Quiet Melon, e então, com a saída de Art Wood e Gardner, como Caras .  Na América do Norte, o álbum de estreia do Faces foi creditado a Small Faces.
Após a separação de Faces e Humble Pie em 1975, a formação clássica de Small Faces foi reformada (composta por Marriott, Lane, McLagan e Jones) após o relançamento de "Itchycoo Park" que se tornou um dos dez maiores sucessos. .  Lane saiu logo em seguida e foi substituído por Rick Wills (mais tarde de Foreigner ). Esta formação (apelidada de Mk-II por Marriott  ) gravou um álbum Playmates antes de recrutar Jimmy McCulloch . Esta formação de cinco integrantes lançou apenas 78 no Shade antes de se separar.
Small Faces foi considerado uma das primeiras inspirações para - e até mesmo uma das primeiras raízes - do movimento Britpop posterior .  Foram introduzidos no Rock and Roll Hall of Fame em 2012.

## História

### Origens (1965)

#### Encontro de Lane e Marriott (1965)
Lane e Marriott se conheceram em 1965, enquanto Marriott trabalhava no J60 Music Bar em Manor Park, Londres .  Lane entrou com seu pai Stan para comprar um baixo, puxou conversa com Marriott, comprou o baixo e voltou para a casa de Marriott depois do trabalho para ouvir discos.  Eles recrutaram os amigos Kenney Jones e Jimmy Winston, que trocaram a guitarra pelo órgão.  Eles progrediram rapidamente de ensaios na casa pública The Ruskin Arms (que pertencia aos pais de Winston) em Manor Park, Londres, para apresentações em pubs em ruínas, para datas em clubes semi-profissionais. O grupo escolheu o nome, Small Faces, por causa da pequena estatura física dos membros e um "rosto" era alguém especial; mais do que apenas um vestido elegante, era alguém nos círculos Mod como um líder, alguém para admirar. A Face tinha as roupas mais elegantes, os melhores registros e sempre foi visto com a garota mais bonita em seu braço."

#### Performances nos estágios iniciais (1965)
As primeiras canções da banda incluíam clássicos do R&B/soul como " Jump Back ", " Please Please Please " de James Brown , " You've Really Got a Hold on Me" de Smokey Robinson e " You've Really Got a Hold on Me" de Ben E. King . Fique comigo ".  A banda também executou duas composições originais de Marriott/Lane, uma rápida e alta "Come on Children" e a canção " speed Enhanced" "E Too D", na qual Marriott exibiria suas consideráveis habilidades vocais no estilo de seu heróis e modelos, Otis Redding e Bobby Bland . "E também D",, tem o nome da estrutura de acordes da guitarra. Nos álbuns de compilação dos Estados Unidos, a faixa é intitulada "Running Wild".  A voz única e poderosa de Marriott atraiu atenção crescente. A cantora Elkie Brooks ficou impressionada com as proezas vocais e a presença de palco de Marriott e os recomendou ao dono de um clube local, Maurice King. Impressionado, King começou a encontrar trabalho para eles em Londres e além.  Seu primeiro show fora de Londres foi em um clube masculino em Sheffield .  Como o público era formado principalmente por Teddy boys e trabalhadores que bebiam muito, a banda foi paga após três músicas. Desanimados, entraram no King Mojo Club orientado para mod nas proximidades (então propriedade de Peter Stringfellow ) e se ofereceram para se apresentar de graça.  Jogaram um set que deixou os mods locais querendo mais. Durante uma residência crucial no Cavern Club de Leicester Square, foram apoiados por Sonny & Cher , que moravam em Londres na época.

### Os anos Decca (1965-1967)

#### Assinando a Decca e dois primeiros singles (1965)
A banda assinou um contrato de gestão com o empresário Don Arden , e eles, por sua vez, assinaram com a Decca Records para gravação.  Lançaram uma série de singles mod/soul de alta energia pela gravadora. Seu single de estreia foi em 1965 com " Whatcha Gonna Do About It ", um hit no Top 20 das paradas de singles do Reino Unido .  Marriott e Lane são creditados com a criação do instrumental para a música, "pegando emprestado" o riff de guitarra do álbum de Solomon Burke " Everybody Needs Somebody to Love ".  As letras foram co-escritas pelo membro da banda Drifters, Ian Samwell.(que escreveu um dos primeiros discos de rock'n'roll britânico , " Move It ") e Brian Potter.
O grupo falhou em capitalizar o sucesso de seu primeiro single com o seguinte, que foi escrito por Marriott/Lane, o número mod hard-edged " I've Got Mine ".  A banda apareceu como eles mesmos em um filme policial de 1965 intitulado Dateline Diamonds , estrelado por Kenneth Cope como o empresário da banda e apresentava a banda tocando seu segundo single.  Arden pensou que a música da banda receberia publicidade do filme; no entanto, o lançamento do filme no Reino Unido foi adiado e "I've Got Mine" posteriormente falhou nas paradas, apesar de receber boas críticas.
Pouco tempo depois, Jimmy Winston deixou a banda para uma carreira solo de ator e música. Passou a ter sucesso como ator na TV, no cinema e se tornou um homem de negócios de sucesso.  Em uma entrevista de 2000, Kenney Jones disse que a razão pela qual Winston foi demitido da banda foi porque "Ele (Winston) superou sua posição e tentou competir com Steve Marriott."  Winston posteriormente disse que deixou o grupo devido a conflitos entre Arden e o irmão de Winston.

#### Small Facese outros singles de sucesso (1966)
Winston foi substituído por Ian McLagan, cujos talentos de teclado e estatura diminuta se encaixam perfeitamente no ritmo da banda.  McLagan fez sua primeira apresentação com a banda em 2 de novembro de 1965.  A nova formação do Small Faces atingiu as paradas com seu terceiro single, " Sha-La-La-La-Lee ", lançado em 28 de janeiro de 1966.  Foi escrita para o grupo por Mort Shuman (que escreveu muitos dos maiores singles de Elvis Presley , incluindo " Viva Las Vegas ") e pelo popular artista e cantor inglês Kenny Lynch . A canção foi um grande sucesso na Grã-Bretanha, chegando ao número três na parada de singles do Reino Unido. Seu primeiro álbum, Small Faces , lançado em 6 de maio de 1966, também foi um sucesso considerável.  Eles cresceram rapidamente em popularidade com cada sucesso nas paradas, tornando-se regulares em programas de TV pop britânicos como Ready Steady Go! e Top of the Pops , e excursionou incessantemente no Reino Unido e na Europa. Sua popularidade atingiu o pico em agosto de 1966, quando " All or Nothing ", seu quinto single, atingiu o topo das paradas britânicas.  De acordo com a mãe de Marriott, Kay, disse ter escrito a música sobre seu rompimento com sua ex-noiva Susan Oliver. Com o sucesso de "All or Nothing", eles fizeram uma turnê pela América com o Lovin' Spoonful e The Mamas e the Papas ; no entanto, esses planos tiveram que ser arquivados por Don Arden depois que detalhes da recente condenação por drogas de Ian McLagan vazaram.
Em 1966, apesar de ser um dos artistas ao vivo de maior bilheteria do país e de marcar muitos singles de sucesso, incluindo quatro sucessos no Top 10 do Reino Unido, o grupo ainda tinha pouco dinheiro. Após um confronto com Arden, que tentou enfrentar os pais dos meninos alegando que toda a banda usava drogas, eles romperam com Arden e Decca.

### Anos da gravadora imediata (1967–68)

#### "Here Come the Nice" e seu segundo álbum homônimo (1967)
Receberam quase imediatamente um contrato com o recém-criado selo Immediate , formado pelo ex- empresário dos Rolling Stones , Andrew Loog Oldham .  Com uma conta virtual aberta no Olympic Studios em Barnes, Londres , a banda progrediu rapidamente, trabalhando em estreita colaboração com o engenheiro Glyn Johns .  Seu primeiro single imediato foi o ousado " Here Come the Nice ", que foi claramente influenciado pelo uso de drogas e conseguiu escapar da censura, apesar de se referir abertamente ao traficante que vendia drogas.  Um segundo álbum autointitulado, Small Faces, veio a seguir, que, se não fosse um grande vendedor, era muito conceituado por outros músicos e exerceria forte influência em várias bandas nacionais e estrangeiras.
Três semanas antes, sua antiga gravadora, a Decca, lançou o álbum From The Beginning , combinando antigos sucessos com uma série de gravações inéditas.  Incluía versões anteriores de canções que eles regravaram para Immediate, incluindo " My Way of Giving ", que tinham demo para Chris Farlowe , e " (Tell Me) Have You Ever Seen Me? ", que deram à Intervenção Apostólica .  O álbum também trazia seu palco favorito " Baby Don't You Do It ", com Jimmy Winston nos vocais principais e guitarra.

#### "Itchycoo Park",There Are But Four Small Facese "Lazy Sunday" (1967–68)
O single seguinte da banda, " Itchycoo Park ", lançado em 11 de agosto de 1967, foi o primeiro dos dois singles da banda nos Estados Unidos, alcançando a 16ª posição em janeiro de 1968. O single foi um sucesso maior na Grã-Bretanha, chegando ao No. 3.  "Itchycoo Park" foi o primeiro single britânico a usar flanging , a técnica de tocar duas fitas master idênticas simultaneamente, mas alterando ligeiramente a velocidade de uma delas tocando a "flange" de um rolo de fita, que rendeu um efeito de filtragem de pente distinto.  O efeito foi aplicado pelo engenheiro do Olympic Studios, George Chkiantz .  "Itchycoo Park" foi seguido em dezembro de 1967 por "", escrita por Marriott.  Além disso, a faixa apresenta o cantor americano PP Arnold  backing vocals. a parada US Hot 100.  O álbum Immediate Small Faces acabou sendo lançado nos Estados Unidos como There Are But Four Small Faces , com uma mudança considerável de faixa, incluindo os singles "Here Come The Nice", "Itchycoo Park " e "Tin Soldier", mas eliminando várias faixas do álbum no Reino Unido. O próximo single "Lazy Sunday" , lançado em 1968, foi um music-hall do East End música do estilo lançada pela Immediate contra a vontade da banda.  Foi escrito por Marriott inspirado pelas rixas com seus vizinhos e gravado como uma piada.  O single alcançou o segundo lugar nas paradas do Reino Unido.  O último single oficial durante a carreira da banda foi " The Universal ", lançado no verão de 1968. A música foi gravada adicionando overdubs de estúdio a uma faixa básica que Marriott gravou ao vivo em seu quintal em Essex com um violão.  Gravado em um gravador caseiro, a gravação de Marriott incluía os latidos de seus cachorros ao fundo. A relativa falta de sucesso do single nas paradas (nº 16 na parada do Reino Unido) decepcionou Marriott, que então parou de escrever música.

#### Ogdens Nut Gone Flake(1968)
Em casa, na Inglaterra, sua carreira atingiu o ponto mais alto após o lançamento de seu clássico álbum influenciado pela psicodelia Ogdens 'Nut Gone Flake em 24 de maio de 1968.  É amplamente considerado um álbum clássico e apresentou uma rodada inovadora capa, a primeira de seu tipo, projetada para se assemelhar a uma lata de tabaco antiga. Permaneceu em primeiro lugar na parada de álbuns do Reino Unido por seis semanas, mas alcançou apenas a posição 159 nos Estados Unidos.
O álbum conceitual de dois atos consistia em seis canções originais no lado um e um conto de fadas psicodélico caprichoso no lado dois relatando as aventuras de "Happiness Stan" e sua necessidade de descobrir onde a outra metade da lua ia quando ela minguava. Foi narrado por Stanley Unwin , depois que os planos originais de Spike Milligan narrar o álbum deram errado quando ele os recusou.
Os críticos ficaram entusiasmados e o álbum vendeu bem, mas a banda se deparou com o problema prático de ter criado uma obra-prima de estúdio que era virtualmente impossível de recriar na estrada. Ogdens ' foi tocada como um todo apenas uma vez, e de forma memorável, ao vivo no estúdio no programa de televisão da BBC Color Me Pop .

#### Separação ea The Autumn Stone(1969)
Marriott deixou oficialmente a banda no final de 1968, saindo do palco durante um show ao vivo na véspera de Ano Novo gritando "Eu desisto".  Citando frustração com o fracasso em sair de sua imagem pop e sua incapacidade de reproduzir o material mais sofisticado adequadamente no palco, Marriott já estava olhando para uma nova banda, Humble Pie , com Peter Frampton .  Sobre o assunto da separação do grupo, Kenney Jones , em entrevista a John Hellier (2001), disse:
Eu gostaria que tivéssemos sido um pouco mais crescidos na época. Se tivéssemos [ sic ] tocado ao vivo de Ogdens, isso teria aumentado muito nossa confiança. Éramos rotulados como uma banda pop, o que definitivamente irritou Steve mais do que imaginávamos. Eu gostaria que tivéssemos sido mais parecidos com o The Who no fato de que, quando eles têm problemas, eles ficam juntos até superá-los. Steve apenas pensou bem, como superamos Ogdens e ele foi embora. Ogdens' foi uma obra-prima, se a tivéssemos tocado ao vivo, teríamos feito coisas ainda maiores. Acho que estávamos prestes a cruzar a grande divisão e nos tornar uma banda mais pesada. 
Um álbum póstumo, The Autumn Stone , foi lançado no final de 1969, e incluiu as principais gravações imediatas, uma rara apresentação ao vivo e uma série de faixas inéditas gravadas para seu quarto LP pretendido, 1862, incluindo o clássico instrumental Swinging Sixties " Wide Eyed Girl on the Wall" e "Donkey Rides, A Penny, A Glass", co-escrito por Ian McLagan.  O single final, " Afterglow (Of Your Love) ", foi lançado em 1969 depois que a banda deixou de existir e o single só alcançou a 36ª posição no UK Singles Charts. 

### Hiato: 1970–75

#### Faces (1969–75)
Após a separação do Small Faces, Lane, Jones e McLagan uniram forças com dois ex-membros do The Jeff Beck Group , o cantor Rod Stewart e o guitarrista Ronnie Wood .  junto com Art Wood e Kim Gardner para formar o Quiet Melon. Quatro singles foram gravados antes da formação, menos Art e Kim, se tornarem Faces .  No entanto, na esperança de capitalizar o sucesso anterior do Small Faces, os executivos da gravadora queriam que a banda mantivesse seu antigo nome. A banda se opôs, argumentando que as mudanças de pessoal resultaram em um grupo totalmente diferente do Small Faces.
Como um compromisso, o primeiro álbum da nova formação no Reino Unido foi creditado como First Step by Faces, enquanto nos Estados Unidos o mesmo álbum foi lançado como First Step by Small Faces.  O álbum foi apenas um sucesso comercial moderado, e as gravadoras não perceberam mais a necessidade de comercializar essa nova formação como "Small Faces". Assim, todos os álbuns subsequentes desta encarnação da banda apareceram com o novo nome Faces, em ambos os lados do Atlântico. No entanto, todas as reedições norte-americanas de LP, cassete e CD de First Step ainda creditam a banda como Small Faces.
Jones e McLagan permaneceram com o grupo 'sequencial' Faces até sua separação em 1975.  Lane saiu do Faces um pouco antes, em 1973.  Com sua banda de apoio Slim Chance, Lane lançou vários singles e álbuns de 1973–1976 , incluindo o sucesso de 1974 no Reino Unido " How Come ".

#### Humble Pie (1969–75)
O primeiro empreendimento pós-Small Faces de Marriott foi com o grupo de rock Humble Pie , formado com o ex- membro do Herd Peter Frampton .  Inicialmente, o grupo foi um grande sucesso nos Estados Unidos e no Reino Unido,  mas Humble Pie se separou em 1975 devido à falta de sucesso nas paradas posteriores, e Marriott seguiu carreira solo e lançou um álbum em 1976 .

### Reunião: 1975–78
Após a separação do Faces em 1975, a formação original do Small Faces se reformou brevemente para filmar vídeos imitando a reedição de "Itchycoo Park", que atingiu as paradas novamente.  O grupo tentou gravar juntos novamente, mas Lane saiu após o primeiro ensaio devido a uma discussão.  Desconhecido para os outros, estava apenas começando a mostrar os sintomas de esclerose múltipla , e seu comportamento foi mal interpretado por Marriott e os outros como uma birra de bêbado.
Mesmo assim, McLagan, Jones e Marriott decidiram ficar juntos como Small Faces, recrutando o ex- baixista do Roxy Music , Rick Wills , para ocupar o lugar de Lane.  Esta iteração de Small Faces gravou dois álbuns: Playmates (1977) e 78 in the Shade (1978), lançado pela Atlantic Records .  O guitarrista Jimmy McCulloch também se juntou brevemente a esta formação depois de deixar o Wings .  Quando McCulloch ligou para Paul McCartney, que achava cada vez mais difícil trabalhar com ele, para anunciar que estava ingressando no Marriott, McCartney teria dito "Fiquei um pouco desconcertado no início, mas, bem, o que você pode dizer sobre isso?"  O mandato de McCulloch com a banda durou apenas alguns meses no final de 1977. Gravou apenas um álbum, 78 in the Shade em 1978 com a banda.
Os álbuns de reunião foram fracassos críticos e comerciais. O Small Faces se separou novamente em 1978.

### Atividade pós-reunião: 1979–presente
Kenney Jones se tornou o baterista do The Who após a morte de Keith Moon em 1978 e continuou a trabalhar com o The Who até o final dos anos 1980.  Seu trabalho mais recente inclui uma banda que formou e nomeou The Jones Gang .
Ian McLagan passou a se apresentar com artistas como Bonnie Raitt , Bob Dylan (a turnê europeia de 1984), The Rolling Stones , David Lindley e sua banda El Rayo-X entre outros, e mais recentemente Billy Bragg .  Em 1998 ele publicou sua autobiografia , All the Rage .  Ele morava em uma pequena cidade de Manor nos arredores de Austin, Texas , e era o líder de sua própria "Bump Band".  Ele morreu de um derrame em 3 de dezembro de 2014.
Steve Marriott gravou com uma formação revivida de Humble Pie de 1980 a 1982.  Durante sua turnê pela Austrália em 1982, esta versão de Humble Pie às vezes era anunciada como Small Faces para vender mais ingressos.  Junto com Ronnie Lane, formou uma nova banda chamada Majik Mijits em 1981, mas o único álbum dessa banda, Together Again: The Lost Majik Mijits Recordings, não foi lançado até 2000.  Mais tarde, na década de 1980, Marriott seguiu carreira solo. , fazendo quase 200 shows por ano. No sábado, 20 de abril de 1991, Steve Marriott morreu durante o sono quando um incêndio, causado por um cigarro, varreu sua casa em Essex, Inglaterra. Sua morte ocorreu poucos dias depois que começou a trabalhar em um novo álbum nos Estados Unidos com seu ex-colega de banda do Humble Pie, Peter Frampton.
A carreira musical de Ronnie Lane foi prejudicada pelos efeitos da esclerose múltipla , embora ele tenha lançado álbuns colaborativos com Pete Townshend e Ronnie Wood no final dos anos 1970.  Mudou-se para os Estados Unidos e continuou a se apresentar ao vivo no início dos anos 1990.  Lane morreu em sua casa em Trinidad , Colorado , em 4 de junho de 1997, após lutar contra a esclerose múltipla por quase 20 anos.
Rick Wills , do Small Faces reunido, tocou no álbum de David Gilmour de 1978, David Gilmour , e então se juntou ao Foreigner no final daquele ano.  Ficou com o Foreigner por 14 anos, até 1992. Posteriormente, Wills foi membro da Bad Company de 1993 a 1999 e novamente, brevemente em 2001.  Atualmente, ele mora em Cambridge, Inglaterra, e trabalha com Kenney Jones em "The Jones Gang".
A passagem de Jimmy McCulloch com Small Faces durou apenas alguns meses no final de 1977.  Pouco depois de sair, começou uma banda chamada Wild Horses com Brian Robertson , Jimmy Bain e Kenney Jones .  Ele e Jones deixaram a banda antes de lançar qualquer gravação.  McCulloch então se tornou um membro do The Dukes , que lançou um álbum em 1979.  Nesse mesmo ano, McCulloch morreu aos 26 anos de overdose de heroína em seu apartamento em Maida Vale .

## honras e prêmios
Em 1996, Small Faces recebeu o prêmio Ivor Novello Outstanding Contribution to British Music "Lifetime Achievement".
Em 4 de setembro de 2007, uma placa comemorativa de Small Faces e Don Arden , emitida pelo London Borough of Westminster , foi inaugurada em sua memória em Carnaby Street .  Kenney Jones, que compareceu à cerimônia, disse em uma entrevista à televisão BBC, "Para homenagear Small Faces depois de todos esses anos é uma conquista fantástica. Eu só queria que Steve Marriott, Ronnie Lane e o falecido Don Arden estivessem aqui para desfrutar este momento comigo".
Em 7 de dezembro de 2011, Small Faces foram anunciados como indicados para 2012 no Hall da Fama do Rock and Roll .  A cerimônia de posse foi realizada em 14 de abril de 2012.

## Discografia

### Álbuns de estúdio
- 1966 Small Faces
- 1967 Small Faces
- 1968 Ogdens' Nut Gone Flake
- 1977 Playmates
- 1978 78 in the Shade

### Coletâneas
- 1967 From the Beginning
- 1969 The Autumn Stone
- 1998 The Masters
- 1999 Itchycoo Park
- 2000 The BBC Sessions

### EPs
- 1966 Small Faces (apenas na Nova Zelândia)

"Sha-La-La-La-Lee" / "Whatcha Gonna Do About It" / "All Or Nothing"
- 1967 Small Faces (apenas na França)

"My Mind's Eye" / "I Can't Dance With You" / "Shake" / "One Night Stand"

### Singles
- 1965 "Whatcha Gonna Do About It" / "What's a Matter Baby"
- 1965 "I've Got Mine" / "It's Too Late"
- 1966 "Sha-La-La-La-Lee" / "Grow Your Own"
- 1966 "Hey Girl" / "Almost Grown"
- 1966 "All Or Nothing" / "Understanding"
- 1966 "My Mind's Eye" / "I Can't Dance With You"
- 1967 "I Can't Make It" / "Just Passing"
- 1967 "Patterns" / "E Too D" (lançamento não-autorizado)
- 1967 "Here Come the Nice" / "Talk To You"
- 1967 "Itchycoo Park" / "I'm Only Dreaming"
- 1967 "Tin Soldier" / "I Feel Much Better"
- 1968 "Lazy Sunday" / "Rollin' Over"
- 1968 "The Universal" / "Donkey Rides, A Penny, A Glass"
- 1969 "Mad John" / "The Journey"
- 1969 "Afterglow of Your Love" / "Wham Bam Thank You Mam"
- 1975 "Itchycoo Park" (relançamento)
- 1976 "Lazy Sunday" (relançamento)